# 2015-ös magyar rövidpályásgyorskorcsolya-bajnokság
2015. január 17. és január 18. között – egy héttel a rövidpályás Európa-bajnokság előtt – rendezték a rövidpályás gyorskorcsolya országos bajnokságot a budapesti Gyakorló Jégcsarnokban.
A férfiaknál 1500 méteren Knoch Viktor, 500-on pedig Liu Shaolin Sándor diadalmaskodott. 1000 méteren Béres Bence volt a leggyorsabb, a 3000 méteres szuperdöntőt Liu Shaoang nyerte. Burján két-két második, illetve harmadik hellyel lett összetett bajnok.
A nőknél 1500-on Heidum Bernadett bizonyult a legjobbnak, 500-on Keszler Andrea, 1000 méteren pedig Lajtos Szandra végzett az első helyen. A 3000 méteres szuperdöntőt – az addig egy harmadik és két második helyet szerző – Bácskai Sára nyerte meg, így az összetett aranyérem is az övé lett.

## Versenyszámok

### Férfiak

#### Összetett
| #  | Sport- egyesület | Név                | Pont | Helyezés   | Helyezés | Helyezés   | Helyezés                   |
| #  | Sport- egyesület | Név                | Pont | 1 500 m-en | 500 m-en | 1 000 m-en | 3 000 m-es szuper döntőben |
| -- | ---------------- | ------------------ | ---- | ---------- | -------- | ---------- | -------------------------- |
|    | PKSE             | Burján Csaba       | 68   | 3.         | 3.       | 2.         | 2.                         |
|    | SPSC             | Liu Shaolin Sándor | 68   | 2.         | 1.       | 3.         |                            |
|    | UTE              | Knoch Viktor       | 63   | 1.         | 2.       | 4.         |                            |
| 4  | SPSC             | Liu Shaoang        | 50   | 4.         | 4.       | 5.         | 1.                         |
| 5  | TDKE             | Béres Bence        | 44   | 5.         | 5.       | 1.         | 5.                         |
| 6  | SZKE             | Farkas Tamás       | 16   | 6.         | 6.       | 11.        | 3.                         |
| 7  | TKKSE            | Cakó Dávid         | 15   | 7.         | 8.       | 8.         | 4.                         |
| 8  | SPSC             | Sziklási András    |      | 8.         | 7.       | 6.         |                            |
| 9  | SPSC             | Tiborcz Dániel     |      | 9.         | 10.      | 7.         |                            |
| 10 | SPSC             | Nemes Krisztián    |      | 12.        | 9.       | 9.         |                            |
| 11 | SZKE             | Szemmari László    |      | 10.        | 11.      | 10.        |                            |
|    | DFSE             | Nagy Konrád        |      |            |          |            |                            |

#### 500 m
| # | Sport- egyesület | Név                | Legjobb idő  |
| - | ---------------- | ------------------ | ------------ |
|   | SPSC             | Liu Shaolin Sándor | 42,415       |
|   | UTE              | Knoch Viktor       | 42,594       |
|   | PKSE             | Burján Csaba       | 42,846       |
| 4 | TDKE             | Béres Bence        | 43,869       |
| 5 | SZKE             | Farkas Tamás       | 45,644       |
| 6 | SPSC             | Sziklási András    | 46,263       |
| 7 | SPSC             | Nemes Krisztián    | 47,571       |
| 8 | SPSC             | Tiborcz Dániel     | 47,694       |
| 9 | SZKE             | Szemmari László    | 51,849       |
| – | SPSC             | Liu Shaoang        | időn kívül   |
| – | TKKSE            | Cakó Dávid         | visszalépett |

#### 1 000 m
| # | Sport- egyesület | Név                | Legjobb idő  |
| - | ---------------- | ------------------ | ------------ |
|   | TDKE             | Béres Bence        | 1:29,757     |
|   | PKSE             | Burján Csaba       | 1:29,845     |
|   | SPSC             | Liu Shaolin Sándor | 1:29,871     |
| 4 | UTE              | Knoch Viktor       | 1:30,036     |
| 5 | SPSC             | Liu Shaoang        | 1:55,967     |
| 6 | SPSC             | Sziklási András    | 1:56,697     |
| 7 | SPSC             | Tiborcz Dániel     | 1:57,156     |
| 8 | SPSC             | Nemes Krisztián    | 2:10,602     |
| 9 | SZKE             | Szemmari László    | 2:11,066     |
| – | TKKSE            | Cakó Dávid         | időn kívül   |
| – | SZKE             | Farkas Tamás       | visszalépett |

#### 1 500 m
| #  | Sport- egyesület | Név                | Legjobb idő  |
| -- | ---------------- | ------------------ | ------------ |
|    | UTE              | Knoch Viktor       | 2:17,066     |
|    | SPSC             | Liu Shaolin Sándor | 2:17,494     |
|    | PKSE             | Burján Csaba       | 2:17,713     |
| 4  | SPSC             | Liu Shaoang        | 2:17,830     |
| 5  | TDKE             | Béres Bence        | 2:17,958     |
| 6  | SZKE             | Farkas Tamás       | 2:19,427     |
| 7  | TKKSE            | Cakó Dávid         | 2:25,433     |
| 8  | SPSC             | Sziklási András    | 2:43,879     |
| 9  | SPSC             | Tiborcz Dániel     | 2:45,020     |
| 10 | SZKE             | Szemmari László    | 2:48,552     |
| –  | SPSC             | Nemes Krisztián    | visszalépett |

#### 3 000 m-es szuperdöntő
| # | Sport- egyesület | Név                | Legjobb idő  |
| - | ---------------- | ------------------ | ------------ |
|   | SPSC             | Liu Shaoang        | 5:14,080     |
|   | PKSE             | Burján Csaba       | 5:14,261     |
|   | SZKE             | Farkas Tamás       | 5:17,723     |
| 4 | TKKSE            | Cakó Dávid         | 5:25,830     |
| 5 | TDKE             | Béres Bence        | 5:42,162     |
| – | UTE              | Knoch Viktor       | visszalépett |
| – | SPSC             | Liu Shaolin Sándor | visszalépett |

#### 5 000 m-es váltó
| # | Sport- egyesület | A váltó tagjainak neve | Legjobb idő |
| - | ---------------- | ---------------------- | ----------- |
|   | 1. vegyes csapat |                        | 6:54,041    |
|   | 2. vegyes csapat |                        | 7:11,822    |
|   | Sportország SC   |                        | 7:40,016    |

### Nők

#### Összetett
| #  | Sport- egyesület | Név              | Pont | Helyezés   | Helyezés | Helyezés   | Helyezés                   |
| #  | Sport- egyesület | Név              | Pont | 1 500 m-en | 500 m-en | 1 000 m-en | 3 000 m-es szuper döntőben |
| -- | ---------------- | ---------------- | ---- | ---------- | -------- | ---------- | -------------------------- |
|    | SPSC             | Bácskai Sára     | 94   | 3.         | 2.       | 2.         | 1.                         |
|    | SZKE             | Lajtos Szandra   | 60   | 5.         | 5.       | 1.         | 2.                         |
|    | TDKE             | Keszler Andrea   | 55   | 2.         | 1.       | 8.         |                            |
| 4  | SPSC             | Heidum Bernadett | 47   | 1.         | 3.       | 8.         |                            |
| 5  | PKSE             | Matyók Adrienn   | 18   | 7.         | 6.       | 3.         | 5.                         |
| 6  | JSE              | Szilicei Rebeka  | 16   | 6.         | 8.       | 5.         | 3.                         |
| 7  | JSE              | Szalkai Dóra     | 16   | 9.         | 9.       | 4.         | 4.                         |
| 8  | SZKE             | Jászapáti Petra  | 16   | 4.         | 4.       | 8.         |                            |
| 9  | JSE              | Cseh Liliána     |      | 8.         | 7.       | 6.         |                            |
| 10 | JSE              | Kovács Vivien    |      | 10.        | 10.      | 7.         |                            |

#### 500 m
| #  | Sport- egyesület | Név              | Legjobb idő |
| -- | ---------------- | ---------------- | ----------- |
|    | TDKE             | Keszler Andrea   | 46,050      |
|    | SPSC             | Bácskai Sára     | 46,161      |
|    | SPSC             | Heidum Bernadett | 46,409      |
| 4  | SZKE             | Jászapáti Petra  | 47,483      |
| 5  | SZKE             | Lajtos Szandra   | 47,803      |
| 6  | PKSE             | Matyók Adrienn   | 48,318      |
| 7  | JSE              | Cseh Liliána     | 49,521      |
| 8  | JSE              | Szilicei Rebeka  | 49,600      |
| 9  | JSE              | Szalkai Dóra     | 52,952      |
| 10 | JSE              | Kovács Vivien    | 56,276      |

#### 1 000 m
| # | Sport- egyesület | Név             | Legjobb idő |
| - | ---------------- | --------------- | ----------- |
|   | SZKE             | Lajtos Szandra  | 1:50,293    |
|   | SPSC             | Bácskai Sára    | 1:50,394    |
|   | PKSE             | Matyók Adrienn  | 1:51,362    |
| 4 | JSE              | Szalkai Dóra    | 1:52,794    |
| 5 | JSE              | Szilicei Rebeka | 1:45,202    |
| 6 | JSE              | Cseh Liliána    | 1:45,411    |
| 7 | JSE              | Kovács Vivien   | 1:58,573    |

#### 1 500 m
| #  | Sport- egyesület | Név              | Legjobb idő |
| -- | ---------------- | ---------------- | ----------- |
|    | SPSC             | Heidum Bernadett | 2:27,596    |
|    | TDKE             | Keszler Andrea   | 2:28,202    |
|    | SPSC             | Bácskai Sára     | 2:28,399    |
| 4  | SZKE             | Jászapáti Petra  | 2:28,726    |
| 5  | SZKE             | Lajtos Szandra   | 2:28,828    |
| 6  | JSE              | Szilicei Rebeka  | 2:30,761    |
| 7  | PKSE             | Matyók Adrienn   | 2:55,594    |
| 8  | JSE              | Cseh Liliána     | 2:55,783    |
| 9  | JSE              | Szalkai Dóra     | 2:59,057    |
| 10 | JSE              | Kovács Vivien    | 3:12,089    |

#### 3 000 m-es szuperdöntő
| # | Sport- egyesület | Név             | Legjobb idő |
| - | ---------------- | --------------- | ----------- |
|   | SPSC             | Bácskai Sára    | 5:39,704    |
|   | SZKE             | Lajtos Szandra  | 5:39,960    |
|   | JSE              | Szilicei Rebeka | 5:40,269    |
| 4 | JSE              | Szalkai Dóra    | 5:57,403    |
| 5 | PKSE             | Matyók Adrienn  | 6:13,936    |

#### 3 000 m-es váltó
| # | Sport- egyesület | A váltó tagjainak neve | Legjobb idő |
| - | ---------------- | ---------------------- | ----------- |
|   | vegyes csapat    |                        | 4:26,624    |
|   | JSE              |                        | 5:15,301    |